# Zentralverband der Schuhmacher Deutschlands
Der Zentralverband der Schuhmacher Deutschlands wurde 1883 als Verein deutscher Schuhmacher gegründet. Die freie Gewerkschaft organisierte Beschäftigte in der Schuhmacherbranche im Deutschen Kaiserreich und in der Weimarer Republik.

## Geschichte
Die Gewerkschaft wurde im August 1883 bei einem Treffen in Gotha als Unterstützungsverband Verein deutscher Schuhmacher gegründet. 1904 wurde der Verband in Zentralverband der Schuhmacher Deutschlands und 1922 in Zentralverband der Schuhmacher umbenannt. Sitz der Gewerkschaft war Nürnberg.
Die Schuhmacher-Gewerkschaft war Mitglied in der Generalkommission der Gewerkschaften Deutschlands und dem Nachfolger Allgemeiner Deutscher Gewerkschaftsbund. International war die Gewerkschaft in der Internationalen Vereinigung der Schuh- und Lederindustriearbeiter aktiv.
Die Nationalsozialisten zerschlugen die Gewerkschaft am 2. Mai 1933. Nach dem Zweiten Weltkrieg wurden aus den Gewerkschaften Deutscher Lederarbeiter-Verband, Deutscher Sattler-, Tapezierer- und Portefeuiller-Verband und dem Zentralverband der Schuhmacher Deutschlands zwei Nachfolgeorganisationen gründete: im Juni 1946 in Ostdeutschland die Industriegewerkschaft Leder und im Jahr 1949 in Westdeutschland die Gewerkschaft Leder.

## Vorsitzende
- 1883–1900: N.N.
- 1900–1933 Josef Simon